# 터미널 리스트
《터미널 리스트》(영어: The Terminal List)는 아마존 프라임 비디오에서 2022년 7월부터 방영된 미국의 액션 스릴러 드라마이다.